# Chiếc giày vàng Việt Nam
Chiếc giày vàng Việt Nam là giải thưởng được trao cho những cầu thủ bóng đá ghi nhiều bàn thắng nhất hoặc có thành tích ghi bàn xuất sắc nhất trong một năm. Giải thưởng được trao cho cầu thủ người Việt Nam (bao gồm cả các cầu thủ người nước ngoài đã có quốc tịch Việt Nam) có số điểm (số bàn thắng được nhân với các hệ số giải) cao nhất trong từng mùa giải.
Giải thưởng ra mắt vào năm 1997 dưới sự hợp tác của báo Sài Gòn Giải Phóng Thể thao và Ban Thời sự, Đài Truyền hình Việt Nam. Năm 2009, Câu lạc bộ phóng viên thể thao Thành phố Hồ Chí Minh và Công ty kinh doanh Ý Tưởng, với sự hỗ trợ của Liên đoàn bóng đá Thành phố Hồ Chí Minh, đã tái lập giải thưởng này.

## Lịch sử
Giải thưởng được giới thiệu lần đầu vào năm 1997 do báo Sài Gòn Giải Phóng Thể thao và Ban Thời sự, Đài Truyền hình Việt Nam đồng tổ chức. Phạm vi của giải thưởng này bao gồm các giải đấu trong nước (giải hạng Nhất, Cúp Quốc gia), các giải châu lục (C1, C2 châu Á) cùng với các giải đấu giao hữu và chính thức của đội tuyển quốc gia, và lúc đó được trao cho cầu thủ ghi nhiều bàn thắng nhất. Lê Huỳnh Đức của đội Công an Thành phố Hồ Chí Minh là cầu thủ đầu tiên đoạt được giải thưởng, vời 23 bàn thắng tại tất cả các cấp độ trong mùa giải 1997.
Năm 2009, Câu lạc bộ phóng viên thể thao Thành phố Hồ Chí Minh và Công ty kinh doanh Ý Tưởng đã quyết định sáng lập giải thưởng với tiêu chí "tôn vinh những chân sút Việt" (đây thực chất là việc khôi phục giải thưởng Chiếc giày vàng). Quy tắc tính điểm hệ số cho các bàn thắng cũng được áp dụng ở giải lần này, với những bàn thắng ghi được ở cấp độ cao hơn được tính nhiều điểm hơn.

## Hệ số
Mỗi bàn thắng tương ứng với số điểm tại mỗi giải đấu như sau:
| Giải đấu                                                                   | Số điểm |
| -------------------------------------------------------------------------- | ------- |
| Đội tuyển quốc gia, Đội tuyển U-23 quốc gia, AFC Champions League, AFC Cup | 4 điểm  |
| V.League                                                                   | 3 điểm  |
| Hạng Nhất, Cúp Quốc gia, Siêu cúp                                          | 2 điểm  |
| Giải giao hữu và các giải khác                                             | 1 điểm  |

## Danh sách cầu thủ đoạt giải
| Năm  | Chiếc giày vàng    | Chiếc giày vàng               |                 | Chiếc giày bạc | Chiếc giày bạc   |                   | Chiếc giày đồng | Chiếc giày đồng |
| ---- | ------------------ | ----------------------------- | --------------- | -------------- | ---------------- | ----------------- | --------------- | --------------- |
| Năm  | Tên                | Câu lạc bộ                    | Tên             | Câu lạc bộ     | Tên              | Câu lạc bộ        |                 |                 |
| 1997 | Lê Huỳnh Đức       | Công an Thành phố Hồ Chí Minh | Vũ Minh Hiếu    | Công an Hà Nội | Nguyễn Công VInh | Công an Hải Phòng |                 |                 |
| 2009 | Huỳnh Kesley Alves | Bình Dương                    | Hoàng Đình Tùng | Thanh Hóa      | Nguyễn Vũ Phong  | Bình Dương        |                 |                 |
| 2010 |                    |                               |                 |                |                  |                   |                 |                 |